# I Know Him So Well
"I Know Him So Well" is een lied afkomstig van het conceptalbum en de daaropvolgende musical Chess van Tim Rice, Benny Andersson en Björn Ulvaeus uit 1984. 
In het duet uiten twee vrouwen – Svetlana, de vervreemde vrouw van een Russische schaakkampioen, en Florence, zijn minnares – hun gevoelens voor hem. Het couplet van het nummer is gebaseerd op het couplet van "I Am A", een nummer van Andersson en Ulvaeus' band ABBA. Dit nummer is nooit officieel uitgebracht, maar in 1977 wel enkele malen live uitgevoerd.

## Oorspronkelijke uitgave
Het nummer is voor het eerst uitgebracht op de dubbel-elpee Chess. In deze uitgave wordt het lied gezongen door Elaine Paige (in de rol van Florence) en Barbara Dickson (in de rol van Svetlana). Ze hebben beiden afzonderlijk hun deel ingezongen en ontmoetten elkaar pas voor het eerst bij de opnames van de videoclip.
Het nummer werd eind 1984 uitgebracht op single en stond vier weken op de eerste plaats in de UK Singles Chart. Ook in Ierland werd de eerste plaats behaald. In de Nederlandse Top 40 kwam het niet verder dan een 25e plaats.

### NPO Radio 2 Top 2000
| Nummer met noteringen in de NPO Radio 2 Top 2000    | '99 | '00  | '01  | '02  | '03  | '04  | '05  | '06  | '07 | '08  |
| --------------------------------------------------- | --- | ---- | ---- | ---- | ---- | ---- | ---- | ---- | --- | ---- |
| I Know Him So Well (Elaine Paige & Barbara Dickson) | 850 | 1067 | 1244 | 1741 | 1858 | 1635 | 1828 | 1730 | -   | 1892 |

1. ↑  Een '-' betekent dat het nummer niet was genoteerd en een vetgedrukt getal geeft de hoogste notering aan.
2. ↑  Deze tabel is bijgewerkt tot en met de laatste editie (2024).

## Coverversies
In 1987 nam de Amerikaanse zangeres Whitney Houston het duet op met haar moeder Cissy Houston voor het album Whitney. Deze versie haalde de veertiende plek in de Nederlandse Top 40.
De Britse popgroep Steps nam in 1999 een cover op voor het album ABBAmania waarop meerdere artiesten nummers van Andersson en Ulvaeus coverden. Twee jaar later bracht de band dit op single uit, wat later de laatste single van de band bleek te zijn. Het nummer haalde de vijfde plek in het Verenigd Koninkrijk.
Voor het goede doel Comic Relief namen Peter Kay en Susan Boyle een versie op in 2011, die het tot een elfde plek in de Britse hitlijst schopte.
Een jaar later namen ex-Spice Girls Melanie Chisholm en Emma Bunton een versie op, een van de zeer weinige keren dat Spice Girls-leden buiten de band samenwerkten aan een opname. Deze versie werd een bescheiden hit maar haalde wel de veertiende plek in de UK Indie Chart.
Het nummer is ook gecoverd, zonder de hitlijsten te halen, door onder meer Barbra Streisand & Richard Page, Richard Clayderman, John Barrowman & Daniel Boys, Charlotte Jaconelli & Kerry Ellis, en Sheridan Smith & Amanda Holden.